# إيضاح (اسم)
إِيْضَاح هو اسم علم مؤنث من أصل عربي، ومعناه هو الإبانة والظهور والرؤية.